# نظم معلومات السوق

نظم معلومات السوق (والمعروفة باسم نظم الذكاء السوقية، وخدمات معلومات السوق، أو نظم المعلومات الإدارية، وينبغي عدم الخلط بينه وبين نظم المعلومات الإدارية) هي نظم معلومات تستخدم في جمع وتحليل ونشر معلومات عن الأسعار وغيرها من المعلومات ذات الصلة بالمزارعين، والتجار، والمصنعين وغيرهم من المشاركين في التعامل مع المنتجات الزراعية. وتؤدي نظم معلومات السوق دورا هاما في التصنيع الزراعي وسلسلة الإمدادات الغذائية. ومع تقدم تكنولوجيات المعلومات والاتصالات لأغراض التنمية في البلدان النامية، سعت منظمات التنمية الدولية والمنظمات غير الحكومية والشركات على حد سواء إلى إيجاد فرص توليد الدخل التي تتيحها نظم معلومات السوق.
 

## أنواع نظم معلومات السوق
وهناك مجموعة متنوعة واسعة من أنظمة معلومات السوق. وقد شددت بلدان منظمة التعاون الاقتصادي والتنمية في تقليديا التأكيد على أهمية توفير المعلومات على القطاع الزراعي، ومن الأمثلة البارزة على الخدمة المقدمة من قبل وزارة الزراعة بالولايات المتحدة (USDA). وتستخدم هذه الأنظمة على نطاق واسع من أجل زيادة الشفافية وحجم المعلومات التي تتدفق عبر سلاسل الإمداد لمختلف المنتجات الزراعية. وتم تعزيز قدرة نظم معلومات السوق على توفير خدمة قيمة من خلال تطوير الإنترنت وتقدم التجارة الإلكترونية (الأعمال إلى الأعمال (B2B)، من المستهلك إلى المستهلك، إلخ.). ويعتبر هيكل الصناعة وتعقيد المنتج والطبيعة الصعبة للمعاملات الزراعية عوامل حاسمة لتطوير التجارة الإلكترونية B2B في الزراعة.

## معلومات الأسواق الزراعية في البلدان النامية
في البلدان النامية، غالبا ما تكون مبادرات معلومات السوق جزءا من التدخلات الأوسع نطاقا وجزء من إستراتيجية التسويق الزراعي والصناعات الزراعية  التي تشارك فيها حكومات كثيرة بنشاط. ومن المفهوم عموما أن سلاسل الصفقات الطويلة، وانعدام الشفافية، وانعدام المعايير، وعدم كفاية فرص الوصول إلى أسواق المنتجات، أدت إلى استمرار انخفاض الدخول في الاقتصادات الزراعية في الغالب. وشملت المحاولات المبكرة لتقديم المعلومات المتعلقة بالأسواق في البلدان النامية إشراك الهيئات الحكومية في جمع المعلومات عن الأسعار، وترتيب ذلك من خلال نشر الصحف والمحطات الإذاعية.. وكثيرا ما تكون المعلومات المقدمة  غير دقيقة وعادة ما تصل المزارعين في وقت متأخر جدا فقتفقد أهميتها. تحاول الحكومات في كثير من الأحيان أن تغطي عدد كبير جدا من المواقع والعديد من الخدمات والتي عادة ما تنهار بعد انتهاء المساعدة الأولية المقدمة من المانحين أو تتواصل ولكن مع تأثير ضئيل جدا. وعلاوة على ذلك، سرعان ما اعترف أنه لم يكن كافيا فقط لتوريد المعلومات عن الأسواق للمزارعين.. أنهم في حاجة إلى المساعدة في فهم كيفية استخدام هذه المعلومات. ومع ذلك، فإن المنظمات المانحة، مثل منظمة الأغذية والزراعة، CTA, IICD, الوكالة الأمريكية للتنمية الدولية، إدارة التنمية الدولية، مؤسسة بيل وميليندا غيتس، لا تزال ملتزمة بتحسين الكفاءة في سلسلة الإمداد من خلال زيادة توفير المعلومات.  وقد أتاحت الزيادة الأخيرة في استخدام الهاتف المحمول في البلدان النامية فرصة للمشاريع المبتكرة للاستفادة من هذه القناة الجديدة للتوزيع للحصول على بيانات السوق الهامة في أيدي المزارعين والتجار، والاستفادة من قدرة الرسائل القصيرة للهواتف.
يتم تحديد استخدام ما يسمى ب «دفع» متلقي الأسلوب من المعلومات على قاعدة البيانات وتلقي الرسائل ذات الصلة بالنسبة لهم تلقائيا.   بدلا من ذلك، فإن طريقة «سحب» تمكن المزارعين والتجار لاستحضار قاعدة البيانات من نظام المعلومات الإدارية. يمكن للمزارع إرسال رسالة نصية قصيرة مع المنتج والموقع الذي يهمه (مثل الطماطم (البندورة)؛ نيروبي) والحصول على رد فوري.
. مزارع يمكن إرسال الرسائل القصيرة مع المنتج والموقع هو مهتم (مثل الطماطم;نيروبي) والحصول على رد فوري. وهناك مشاريع قدمت من رويترز، نوكيا، Esoko, KACE, Manobi, AgRisk وغيرها أثبتت تأثير مثل هذه المعلومات. ومن بين المانحين، هناك اهتمام متجدد بتعزيز التجارة الإقليمية، ولا سيما في أفريقيا، وتعتبر المعلومات المتعلقة بالسوق وسيلة هامة لتحقيق ذلك. ومن الأمثلة على الخدمات التي يدعمها المانحون  RATIN في شرق أفريقيا و RESIMAO في غرب أفريقيا.
ومع ذلك فإنه لا يزال من غير الواضح  ما إذا كان من الممكن أن يقوم القطاع الخاص بتسليم نظم المعلومات الإدارية على أساس مربح، نظرا لصعوبة تغطية التكاليف بشكل كامل، أو على أساس مستدام من جانب القطاع العام، نظرا لتاريخ هذا الأخير في جمع بيانات غير دقيقة ونشر بصورة سيئة.   وفي محاولة لمعالجة بعض هذه المشاكل، نهج جديد يجعل المشترين مسؤولين عن تحميل معلومات الأسعار عبر الرسائل القصيرة، ويسهل التجارة من خلال خلق قدرة للبائعين للاتصال المشترين الأفراد.  ويتساءل آخرون عما إذا كانت النظم الرسمية لا تزال ضرورية عندما يستطيع المزارعون فقط الاتصال بالتجار عن طريق الهاتف.وجد العمل في بنغلاديش والهند والصين وفيتنام أن 80٪ من المزارعين يمتلكون الآن هواتف خلوية ويستخدمونها للتحدث إلى العديد من التجار حول الأسعار والطلب وإبرام الصفقات. وجدت دراسة في الفلبين  أن المزارعين الذين يستخدمون الهواتف المحمولة أفادوا عن تحسن العلاقات مع شركائها التجاريين، ربما لأن القدرة على مقارنة الأسعار قدمت لهم جعلتهم يثقون بمشتركيهم أكثر. وتظهر دراسات في النيجر الهند تأثير الهواتف المحمولة في الحد من التفاوت في الأسعار وخلق مزيد من التوازن بين الأسواق. وقد تبين أن ادخال أكشاك الإنترنت والمقاهي التي توفر معلومات عن أسعار الجملة للمزارعين يعزز أداء الأسواق الريفية عن طريق زيادة القدرة التنافسية للتجار المحليين في الهند

## المنظمات الداعمة
- CTA – المركز التقني للتعاون الزراعي والريفي ACP-EU (CTA)
- الفاو – منظمة الأغذية والزراعة (الأمم المتحدة) - روما
- الصندوق الدولي للتنمية الزراعية والصندوق الدولي للتنمية الزراعيةفي روما
- IICD – المعهد الدولي للاتصال والتنمية
- MCA – Millenium حساب التحدي
- CRS - خدمات الإغاثة الكاثوليكية
- IITA – المعهد الدولي للزراعة الاستوائية
- الوكالة الأمريكية للتنمية الدولية – وكالة الولايات المتحدة للتنمية الدولية،
- وزارة التنمية الدولية في المملكة المتحدة وزارة التنمية الدولية
- مؤسسة بيل وميليندا غيتس
- الاستشارية للبحوث الزراعية الدولية
- الفارعة – منتدى البحوث الزراعية في أفريقيا في أكرا.
- مؤسسة غرامين سياتل.
- مركز بحوث التنمية الدولية (CRDI) كندا.
- مورسيكوربس
- مؤسسة روكفلر
- مؤتمر الأمم المتحدة للتجارة والتنمية (الأونكتاد)
- CIHEAM – الدولية مركز الدراسات الزراعية المتقدمة في البحر المتوسط